# Međunarodna odbojkaška federacija
Međunarodna odbojkaška federacija (fr. Fédération Internationale de Volleyball, FIVB) krovna je institucija odbojkaškog sporta sa sjedištem u Lausannei u Švicarskoj.

## Povijest
Predstavnici iz 14 zemalja – Belgije, Brazila, Čehoslovačke, Egipta, Francuske, Nizozemske, Mađarske, Italije, Poljske, Portugala, Rumunjske, Urugvaja, SAD-a i Jugoslavije – sastali su se 1947. u Parizu pod vodstvom Francuza Paula Libauda kako bi osnovali udrugu koja će upravljati odbojkom na međunarodnoj razini. Libaud je preuzeo ulogu prvog predsjednika FIVB-a, a tu je dužnost obnašao do 1984. godine. Prvo Svjetsko prvenstvo u odbojci za muškarce održano je 1949. u Pragu, dok je prvo prvenstvo za žene održano 1952. u Moskvi.  
Od tada je FIVB narastao i postao jedna od najvećih športskih saveza na svijetu, s 222 pridružene članice.